# The Merry Gentlemen
The Merry Gentlemen är en amerikansk romantik-, musikal- och komedifilm som hade premiär på Netflix den 20 november 2024. Filmen är regisserad av Peter Sullivan efter ett manus skrivet av Sullivan, Jeffrey Schenck och Marla Sokoloff.

## Handling
Filmen kretsar kring en före detta Broadway-dansare som återvänder till hemstad för att fira jul. När hon upptäcker att föräldrarnas nattklubb har problem sätter hon upp en julshow för att rädda klubben.

## Rollista (i urval)
- Britt Robertson – Ashley
- Chad Michael Murray – Luke
- Marla Sokoloff – Marie
- Marc Anthony Samuel – Rodger
- Colt Prattes – Troy
- Michael Gross – Stan
- Beth Broderick – Lily